# Pâtée explosive
Pâtée explosive est la dix-huitième histoire de la série Gil Jourdan de Maurice Tillieux. Elle est publiée pour la première fois du no 1637 au no 1644 du journal Spirou. Puis est publiée dans l'album éponyme en 1971.

## Univers

### Personnages
- Gil Jourdan
- Libellule
- Jules Crouton
- Queue-de-Cerise
- Docteur Fourgue, chercheur
- Boris et son complice, bandits

### Véhicules remarqués
- Renault 16, voiture de Gil Jourdan
- Citroën Type H, fourgon conduit par Gil Jourdan
- Simca 1100 fourgonnette, utilisée par les bandits

## Publication

### Revues
Les planches de Pâtée explosive furent publiées dans l'hebdomadaire Spirou entre le 28 août et le 16 octobre 1969 (n°1637 à 1644).

### Album
La première édition de cet album fut publiée aux Éditions Dupuis en 1971 (dépôt légal 01/1971). On retrouve cette histoire dans Dix Aventures, le tome 4 de la série Tout Gil Jourdan (Dupuis - 1986), ainsi que dans le tome 3 de la série Gil Jourdan - L'intégrale (Dupuis - 2010).